# Carnaval d'Haïti
« Kanaval » redirige ici.  Pour le film, voir Kanaval (film).

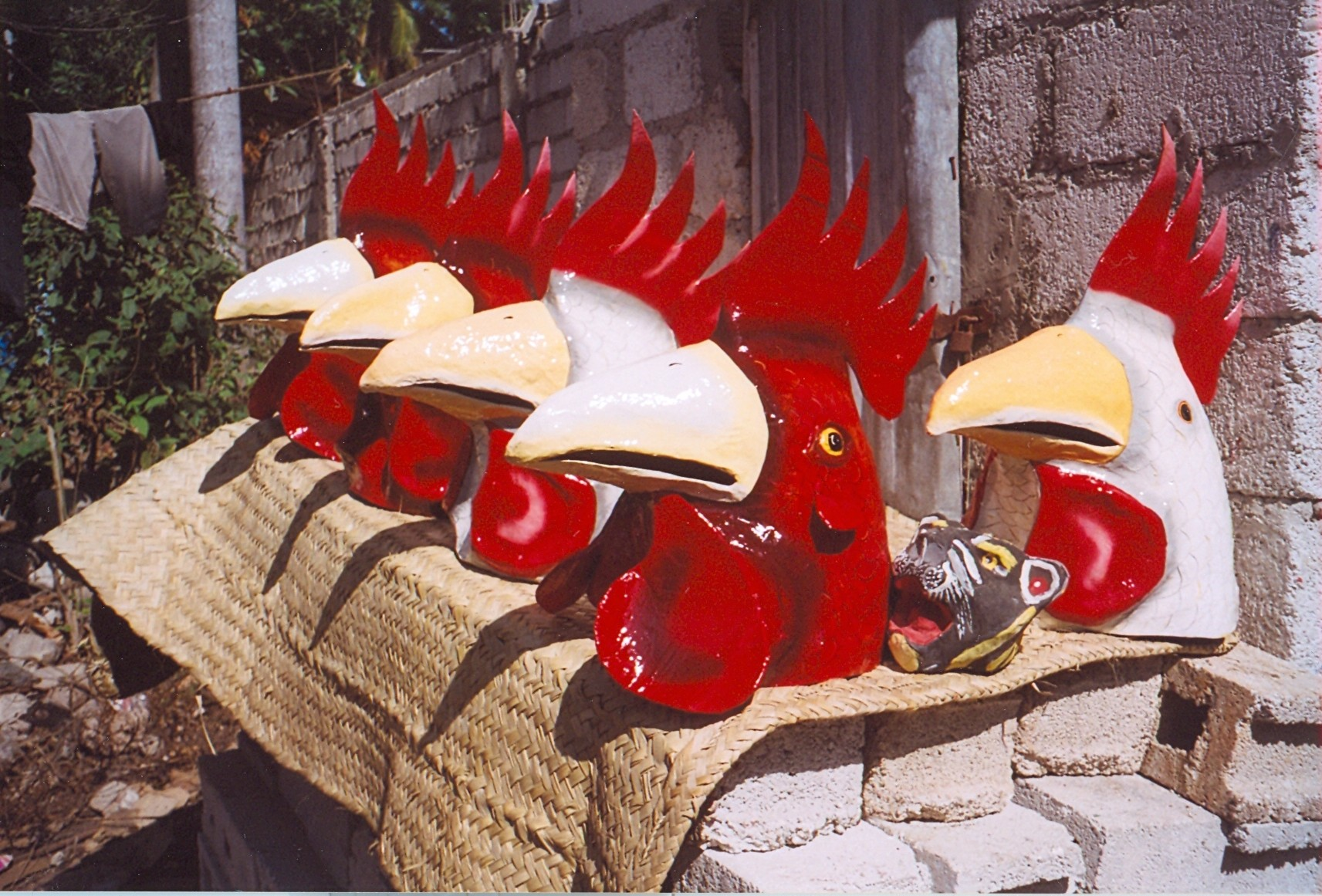
Masques en papier mâché préparés pour le carnaval à Jacmel en 2002.

Le Carnaval d'Haïti (appelé « Mardi gras » ou « Kanaval » en Créole) est l'un des évènements les plus attendus dans le pays.[réf. nécessaire] Cette manifestation culturelle se déroule généralement durant le mois de février dans la capitale ou dans d'autres villes d'Haïti. À chaque fois, le carnaval est organisé selon un thème précis. En 2016, le thème du carnaval était « Ayiti Toutan » et il a eu lieu du dimanche au mardi 9 février.

## Histoire du carnaval
Le carnaval  tire ses origines de certaines pratiques païennes en Europe, notamment durant le temps du Carême, de l’Épiphanie jusqu'au mercredi des Cendres. Durant cette période, la population s’adonne à des démonstrations publiques profanes telles que des défilés de chars, de costumes, de batailles de confetti... 
L'introduction du carnaval en Haïti n'est pas vraiment déterminée. L'hypothèse la plus probable serait que le carnaval a été importé en Amérique de par la conquête espagnole au XVIe siècle. Vite adopté par le peuple haïtien, cet évènement est l'occasion de parodier la vie quotidienne tout en se défoulant (caractéristique du carnaval européen). Petit à petit, le carnaval sera adopté par l'ensemble du gouvernement qui en fera une fête nationale. Toutefois, le carnaval étant une fête du peuple, le gouvernement tente de le contrôler le plus possible pour éviter les critiques.   

« L’ambiance de koudyay qui y règne, la tradition de chansons de carnaval de type chan pwen et le fait que, pendant quelques jours, des dizaines de milliers de pauvres sont maîtres de la rue font de cet événement une menace potentielle pour l’État et pour l’élite. Ce n’est pas sans mal que l’État parvient à «coopter » , à intégrer, à réguler et à contrôler la «critique » émanant du carnaval. »

## Dates et lieux
Le carnaval débute le dimanche de l’Épiphanie et se finit le mercredi des Cendres. Même si des démonstrations ont lieu dans tout le pays, certains carnavals sont plus importants. C'est le cas de Jacmel, Les Gonaïves ou de Port-au-Prince, Cap-Haïtien, Ouanaminthe et d'autres.

## Festivités
Les jours de carnaval en Haïti sont l'occasion pour le peuple de se libérer de toute hiérarchie sociale tout en faisant la fête dans la rue. 
Durant les festivités, les habitants ont l'occasion de se déguiser en costumes traditionnels mais aussi en personnages issus de la culture populaire du pays comme le Juif errant, les Chaloskas (représentation du policier tyrannique Charles Oscar Étienne), les Zel Matirins (habillés en anges de Satan), les zombies ou encore les Loas, personnages provenant du vaudou.
Le carnaval haïtien permet aussi d'entendre de nombreux groupes de musique avec des styles différents. Le rara en fait partie. Ce genre de musique populaire débute généralement le dernier jour du carnaval et reprend de nombreux rites religieux, vaudou notamment. 

## Groupes musicaux
Le carnaval est l'occasion pour de nombreux groupes haïtiens de réaliser des démonstrations sur des chars ou des podium tout au long des festivités. Le genre le plus souvent représenté est le kompa, musique traditionnelle d'Haïti. Parmi les groupes et les chanteurs mythiques se trouvent :
- T-Vice
- Djakout #1
- Kreyòl La
- King Posse
- Sweet Micky
- Bèl Plezi
- Mass Kompa
- Barikad Crew (BC)
- Rockfam

## Faits divers
En 2015, le carnaval est endeuillé par la mort de 17 personnes. Un accident de char est à l'origine du drame. L'accident fait également une quarantaine de blessés.

## Controverses
L'édition de 2016 du carnaval a été marquée par une controverse qui a fait polémique en dehors du pays. Le président sortant Michel Martelly, plus communément appelé "Sweet Micky", a publié une chanson à l'intention de ses détracteurs et principalement aux journalistes Liliane Pierre-Paul, animatrice du journal quotidien de 16 heures (jounal 4è) sur la radio Kiskeya et Jean Monard Metellus, directeur de l'émission Ranmase sur Radio Télévision Caraïbes. La chanson intitulée Bal Bannann Nan est jugée de sexiste de par son caractère osé.